# Oeiras indoor II 2023
L'Oeiras indoor II 2023 è stato torneo maschile tennis professionistico. È stata la 2ª edizione del torneo, facente parte della categoria Challenger 75 nell'ambito dell'ATP Challenger Tour 2023, con un montepremi di 73 000 $. Si è svolto dal 9 all'15 gennaio 2023 sui campi in cemento indoor del Complexo de Ténis do Jamor di Oeiras, in Portogallo.

## Partecipanti

### Teste di serie
| Nazionalità | Giocatore                 | Ranking* | Testa di serie |
| ----------- | ------------------------- | -------- | -------------- |
| Lituania    | Ričardas Berankis         | 168      | 1              |
| Regno Unito | Jay Clarke                | 240      | 2              |
| Italia      | Matteo Gigante            | 250      | 3              |
| Francia     | Arthur Fils               | 251      | 4              |
| Serbia      | Hamad Međedović           | 255      | 5              |
| Francia     | Harold Mayot              | 256      | 6              |
| Spagna      | Nikolás Sánchez Izquierdo | 267      | 7              |
| Canada      | Steven Diez               | 272      | 8              |

* Ranking al 2 gennaio 2023.

### Altri partecipanti
I seguenti giocatori hanno ricevuto una wild card per il tabellone principale:
- Jaime Faria
- Gonçalo Oliveira
- Pedro Sousa

Il seguente giocatore è entrato in tabellone come special exempt:
- Joris De Loore

I seguenti giocatori sono passati dalle qualificazioni:
- Gabriel Décamps
- Elmar Ejupović
- Sebastian Fanselow
- Cem İlkel
- Mark Lajal
- Dino Prižmić

## Punti e montepremi
| Torneo    | Torneo              | V     | F     | SF    | QF    | 2T    | 1T  | Q | Q2  | Q1  |
| Singolare | Punti               | 75    | 50    | 30    | 16    | 7     | 0   | 4 | 2   | 0   |
| Singolare | Premi in denaro ($) | 9 880 | 5 820 | 3 450 | 2 000 | 1 165 | 720 | – | 360 | 185 |
| Doppio    | Punti               | 75    | 50    | 30    | 16    | –     | 0   | – | –   | –   |
| Doppio    | Premi in denaro ($) | 4 250 | 2 450 | 1 480 | 880   | –     | 500 | – | –   | –   |

## Campioni

### Singolare
Arthur Fils ha sconfitto in finale  Joris De Loore con il punteggio di 6–1, 7–6(4).

### Doppio
Sander Arends /  David Pel hanno sconfitto in finale  Patrik Niklas-Salminen /  Bart Stevens con il punteggio di 6–3, 7–6(3).